# ملكية عامة حسب الدول
العمل الخاضع للملكية العامة (List of copyright terms of countries) هو العمل المبتدع الذي لا يحمى بحقوق النشر والذي يمكن استعماله بحرية من قبل أي شخص. الأعمال تشمل الصور، والرسوم، والمقالات الكتابية، والكتب، وغيرها. الأسباب التي تجعل العمل في الملكية العامة هي:
- انتهاء مدة حقوق النشر للعمل.
- إخفاق المؤلف في إرضاء الشكليات القانونية لحقوق النشر.
- تنازل المؤلف عن كافة حقوقه

مدة إنقضاء الحماية و طبيعتها لبعض الدول العربية موضحة في الجدول التالي:
| الجزائر                  | تكون مدة حماية الحقوق المادية للمصنف التصويري أو مصنف الفنون التطبيقية خمسين (50) عاماً ابتداءً من مطلع السنة المدنية التي تلي تاريخ نشر المصنف |
| مصر                      | المصنفات التصوير المرئية والمصنفات السمعية البصرية التي ليس لها طابع إنشائي واقتصر فيها على مجرد نقل المناظر نقلاً آلياً، فتنقضي هذه الحقوق بمضي خمسة عشر عاماً، تبدأ من تاريخ أول نشر للمصنف. |
| العراق                   | المصنفات الفوتوغرافية والسينمائية التي يقتصر فيها على مجرد نقل المناظر نقلاً آلياً تنقضي هذه الحقوق بمضي خمس سنوات تبدأ من تاريخ أول نشر للمصنف، و لا تتمتع مجموعات الوثائق الرسمية كنصوص القوانين والأنظمة والاتفاقات الدولية والأحكام القضائية وسائر الوثائق الرسمية بإية حقوق إلا إذا كانت مميزة بسبب يرجع إلى الابتكار أو الترتيب أو أي مجهود شخصي آخر يستحق الحماية.                                                                                                 |
| الأردن                   | تسري مدة الحماية للمصنفات التالية لمدة خمس وعشرين سنة تبدأ من تاريخ إنجازها المعتبر بأول كانون الثاني من السنة الميلادية التي تم فيها الإنجاز الفعلي للمصنف:- أ - مصنفات التصوير الفوتوغرافي. ب - مصنفات الفنون التطبيقية |
| الكويت                   | بمضي خمسين سنة اعتباراً من نهاية السنة الميلادية للنشر بالنسبة للمصنفات الآتية: أ - المصنفات التي تنشر باسم مستعار أو دون ذكر اسم المؤلف ما لم يكشف المؤلف عن شخصيته خلالها أو يكون اسمه الحقيقي معروفاً للكافة فتنتهي المدة وفقاً للوارد في البند أولاً. ب - المصنفات التي يكون صاحب الحق فيها شخصاً اعتبارياً. جـ - المصنفات السينمائية وأعمال التصوير الفوتوغرافي والفنون التطبيقية وبرامج الحاسب الآلي وقواعد البيانات. د - المصنفات التي تنشر لأول مرة بعد وفاة مؤلفيها. |
| المغرب                   | تمارس حقوق المؤلف في الحالتين الآتيتين طيلة الخمسين سنة الشمسية الموالية لنهاية السنة التي تم خلالها عرض المؤلف: 1- فيما يتعلق بالمؤلفات الفوتوغرافية أو السينماتوغرافية. - فيما يتعلق بالمؤلفات الخفية الاسم أو المنشورة تحت اسم مستعار ماعدا إذا عرفت هوية مؤلف إنتاج من هذا النوع قبل انصرام المدة. |
| السعودية                 | تكون مدة حماية حق المؤلف خمساً وعشرين سنة من تاريخ النشر في المصنفات الصوتية أو الصوتية المرئية والصور الفوتوغرافية وأعمال الفنون التطبيقية (سواء كانت حرفية أو صناعية) والمصنفات التي تنشر بدون ذكر اسم المؤلف.. ويبدأ حساب المدة في هذه الحالة من تاريخ أول نشر للمصنف بغض النظر عن إعادة النشر. |
| السودان                  | تكون مدة حماية حق المؤلف خمساً وعشرين سنة من تاريخ النشر في المصنفات الآتية: أ - الصور الفوتوغرافية وأفلام السينما. ب - المصنفات التي تنجزها الأشخاص الاعتبارية. جـ - المصنفات التي تنشر لأول مرة بعد وفاة المؤلف. د- المصنفات التي تنشر باسم مستعار أو بدون أي اسم لمؤلفها. ويبدأ حساب المدة من أول نشر للمصنف بغض النظر عن إعادة النشر |
| سوريا                    | حماية المصنفات الفوتوغرافية، أو مصنفات الفنون التشكيلية والتطبيقية تمتد طوال عشر سنوات اعتباراً من تاريخ إنتاج المصنف |
| اليمن                    | يكون لصاحب حقوق المؤلف على الصور حق استغلالها اقتصادياً أو الحصول على المكافأة ممن يستعملها لمدة (10) عشر سنوات من تاريخ الإصدار تحتسب من أول يناير من سنة الإصدار. |
| لبنان                    | الأعمال الجماعية والأعمال السمعية والبصرية، تستمر الحماية لمدة خمسين سنة من أول نشر علني مجاز للعمل تسري اعتباراً من نهاية السنة التي حصل فيها النشر المذكور |
| الإمارات العربية المتحدة | تستمر الحماية 25 عاما بدأ من 1 يناير من سنة النشر |
| عمان                     | تستمر مدة حماية الحقوق المالية للمؤلف لفترة خمسين سنة ميلادية من تاريخ أول نشر بالنسبة للمصنفات الآتية: أ - أفلام السينما وأعمال الفنون التطبيقية والصور الفوتوغرافية. ب - المصنفات التي تنشر باسم مستعار أو بدون ذكر اسم مؤلفها ما لم يتم الكشف عن شخصية صاحبها خلال تلك المدة. ج - المصنفات التي تنشر لأول مرة بعد وفاة صاحبها |